# Madge Sinclair
Madge Dorita Sinclair z d. Walters (ur. 28 kwietnia 1938 w Kingston, zm. 20 grudnia 1995 w Los Angeles) – jamajska aktorka filmowa, telewizyjna, teatralna i dubbingowa.

## Wczesne życie
Madge Dorita Walters urodziła się w Kingston jako córka Herberta i Jeminy Waltersów. Po ukończeniu studiów na Shortwood College for Women pracowała jako nauczycielka, a w 1966 roku wyjechała do Nowego Jorku, gdzie zaczęła grać w Joseph Papp's Public Theater.

## Kariera
Madge Sinclair w 1971 roku wcieliła się w Klitajmestrę w spektaklu pt. Wesele Ifigenii na Festiwalu Szekspirowskim w Nowym Jorku. Debiut filmowy zaliczyła w 1972 roku, gdy wcieliła się w rolę Tibudy w filmie pt. The Witches of Salem: The Horror and the Hope. W 1974 roku wcieliła się w rolę Pani Scott w filmie pt. Conrack, obok Jona Voighta w roli głównej, za co w 1975 roku została nominowana do nagrody NAACP Image Award dla najlepszej aktorki pierwszoplanowej w filmie fabularnym, w 1975 roku wcieliła się w rolę Leony Hamilton w filmie pt. Cornbread, Earl and Me. W 1977 roku wcieliła się rolę Belli Reynolds, żonę Kunty Kinte (w tej roli John Amos, z którym grała w filmie pt. Książę w Nowym Jorku) w miniserialu stacji ABC pt. Korzenie (1977), za co została nominowana do nagrody dla najlepszej aktorki pierwszoplanowej w miniserialu lub filmie telewizyjnym 1977.
W 1978 roku wcieliła się w rolę "Czarnej Wdowy" w filmie pt. Konwój oraz Magde w serialu pt. Dziadek jedzie do Waszyngtonu. W latach 1980–1986 grała rolę pielęgniarki Ernestine Shoop w serialu pt. Trapper John, M.D., u boku Pernella Robertsa, za co trzykrotnie była nominowana do nagrody Emmy dla najlepszej aktorki drugoplanowej w serialu dramatycznym (1983–1985). Krytyk filmowy Donald Bogle pochwalił ją za „zachowanie spokoju i pewności siebie bez względu na narzucony jej scenariusz”. W 1986 roku wcieliła się w rolę kapitan Saratoga w filmie pt. Star Trek IV: Powrót na Ziemię (jako pierwsza kobieta-kapitan statku kosmicznego Gwiezdnej Floty), a w 1988 roku w filmie pt. Książę w Nowym Jorku wraz z Jamesem Earlem Jonesem wcielili się w rolę rodziców głównego bohatera (Królowa Aoleon i Król Jaffe Joffer), Księcia Akeema (w tej roli Eddie Murphy). Duet grał także w serialu pt. Gabriel's Fire (Sinclair wcieliła się w rolę cesarzowej Josephine, za którą otrzymała nagrodę Emmy dla najlepszej aktorki drugoplanowej w serialu dramatycznym 1991 oraz została nominowana do nagrody VQT Awards dla najlepszej aktorki drugoplanowej w serialu dramatycznym) oraz w filmie animowanym Disneya pt. Król lew użyczyli głosu rodziców Simby (Sarabi i Mufasa). Film stał się jednym z najlepiej sprzedających się filmów na VHS w historii.
W 1991 roku zagrała w miniserialu stacji Channel 4 pt. The Orchid House (reż. Horace Ové, na podstawie powieści Phyllisa Shanda Allfreya pod tym samym tytułem) oraz w 1992 roku w filmie telewizyjnym pt. Jonathan: Chłopiec, którego nikt nie chciał w rolę Faye Lincoln, za którą otrzymała mnóstwo pochwał krytyków. W 1993 roku przyjechała do Londynu, gdzie wystąpiła na deskach Cochrane Theatre w spektaklu pt. Lew Michaela Abbensettsa w reżyserii Horace’a Ové dla Talawa Theatre Company. W 1994 roku zagrała drugoplanową rolę Mary Tower w serialu stacji ABC pt. Ja i chłopcy u boku Steve’a Harveya oraz wcieliła się w rolę kapitan Silva La Forge, matki Geordiego La Forge'a w serialu pt. Star Trek: Następne pokolenie. Ostatnią rolą aktorską była rola Pani Charles w sitcomie pt. Życie jak sen (odcinek pt. Little Orphan Eddie wyemitowano 8 listopada 1995 roku).

## Spektakle teatralne
- 1970: Mod Donna – Chór (Joseph Papp's Public Theater)
- 1971: Krew (Joseph Papp's Public Theater)
- 1971: Wesele Ifigenii – Klitajmestra (Joseph Papp's Public Theater)
- 1972: Ti-Jean i bracia – Matka (Delacorte Theater)
- 1993: Lew (Talawa Theatre Company)

## Filmografia

### Filmy
- 1972: The Witches of Salem: The Horror and the Hope – Tibuda
- 1974: I Love You... Good-bye – Sprzedawczyni
- 1974: Conrack – Pani Scott
- 1975: Cornbread, Earl and Me – Leona Hamilton
- 1976: I Will, I Will... for Now – Doktor Williams
- 1976: Leadbelly – Panna Eula
- 1978: Konwój – "Czarna Wdowa"
- 1978: Uncle Joe Shannon – Margaret
- 1986: Star Trek IV: Powrót na Ziemię – Kapitan Saratoga
- 1988: Książę w Nowym Jorku – Królowa Aoleon
- 1990: Koniec niewinności – Pielęgniarka Bowlin
- 1994: Król lew – Sarabi (głos; ostatnia rola filmowa)

### Filmy telewizyjne
- 1975: Zgadnij, kto przychodzi na obiad – Sarah Prentiss
- 1978: Jeden na milion: Historia Rona LeFlore – Georgia LeFlore
- 1980: Tragedia Gujany: Historia Jima Jonesa – Pani Jefferson
- 1980: High Ice – Doktor Pittman
- 1987: Look Away – Elizabeth Keckley
- 1992: Jonathan: Chłopiec, którego nikt nie chciał – Faye Lincoln

### Seriale
- 1972: Ulica Sezamkowa – Doktor Marzullo (odc. 433)
- 1972: Madigan – Boots (odc. 2)
- 1974: Medical Center – Arbiter (odc. 131)
- 1974: The Waltons – Minnie Doze (odc. 64)
- 1975: Joe Forrester – Sheila Gates (odc. 1)
- 1975: Doctors' Hospital – Emma Delaney (odc. 2)
- 1976: Executive Suite – sędzia Gillespie (odc. 9)
- 1977: Korzenie – Bell Reynolds
- 1977: Serpico – Michelle (odc. 14)
- 1978: ABC Afterschool Specials – Pani Bradsbury (odc. 38)
- 1978: Dziadek jedzie do Waszyngtonu – Magde
- 1979: The White Shadow – Louelia Judd (odc. 19)
- 1980–1986: Trapper John, M.D. – Ernestine Shoop
- 1984: ABC Afterschool Specials – Panna Thomas (odc. 82)
- 1987: Mathnet – Amelia Airliver (odc.7)
- 1987: Ohara – Gussie Lemmons
- 1987: Starman – Lorraine Michaels (odc. 22)
- 1989: Gideon Oliver – Angela Holmes (odc. 4)
- 1989: Roseanne – Muriel Johnston (odc. 26)
- 1989: Midnight Caller – Ida May (odc. 23)
- 1989–1991: Gabriel's Fire – Cesarzowa Josephine
- 1991–1992: Pros and Cons – Josephine Austin
- 1991: The Orchid House – Lally
- 1992: Prawnicy z Miasta Aniołów – Jessica Rollins (odc. 120)
- 1992: Opowieści z krypty – Lucille (odc. 52)
- 1993: Alex Haley's Queen – Dora
- 1993: Star Trek: Następne pokolenie – Kapitan Silva La Forge (odc. 155)
- 1994–1995: Ja i chłopcy – Mary Tower
- 1995: Życie jak sen – Pani Charles (odc. 108)

## Nagrody
NAACP Image Awards
- 1975: Conrack – nominacja do nagrody dla najlepszej aktorki pierwszoplanowej w filmie fabularnym

Nagroda Emmy
- 1977: Korzenie – nominacja do nagrody dla najlepszej aktorki pierwszoplanowej w miniserialu lub filmie telewizyjnym
- 1983: Trapper John, M.D. – nominacja do nagrody dla najlepszej aktorki drugoplanowej w serialu dramatycznym
- 1984: Trapper John, M.D. – nominacja do nagrody dla najlepszej aktorki drugoplanowej w serialu dramatycznym
- 1985: Trapper John, M.D. – nominacja do nagrody dla najlepszej aktorki drugoplanowej w serialu dramatycznym
- 1991: Gabriel's Fire – nagroda dla najlepszej aktorki drugoplanowej w serialu dramatycznym

VQT Awards
- 1991: Gabriel's Fire – nominacja dla najlepszej aktorki drugoplanowej w serialu dramatycznym

## Odznaczenia
- 2000:  Order Wyróżnienia w stopniu Komandora (pośmiertnie)

## Życie prywatne
Madge Sinclair była dwukrotnie zamężna: pierwszym mężem w latach 1956–1969 był oficer policji Royston Sinclair, z którym miała dwóch synów, natomiast drugim mężem w latach 1982–1995 (do jej śmierci) był aktor Dean Compton.

## Śmierć i pogrzeb
Madge Sinclair zmarła 20 grudnia 1995 roku po 13-letniej walce z białaczką. Jej ciało zostało skremowane, natomiast prochy rozrzucono w jej rodzinnym mieście Kingston na Jamajce. W październiku 2000 roku została pośmiertnie odznaczona Orderem Wyróżnienia w stopniu Komandora za zasługi w sztukach performatywnych przez premiera Jamajki Percivala Jamesa Pattersona.